# Синтанол
Синтанолы — оксиэтилированные спирты, представляют собой смесь полиэтиленгликолевых эфиров с различным количеством оксиэтильных групп и величиной радикала R. Неионогенные поверхностно-активные вещества.
Промышленные синтанолы выпускают под марками:
ОС-20 — с общей формулой RO(СН2СН2О)nН, где R = С18 (марка А), С14-С18 (марка Б), n = 20; бесцветная или жёлтая воскообразная масса; содержание основного вещества 98 %; температура застывания 33-36 °С, температура помутнения 88-92 °С (1 %-ый водный раствор); хорошо растворим в мягкой и жесткой воде, бензоле, этаноле, плохо в четырёххлористом углероде, диэтиловом эфире, уайтспирите; критическая концентрация мицеллообразования ККМ = 0,2 г/л.
Синтанол АЛМ — с общей формулой CnH(2n+1)O(C2H4O)m где длина углеродной цепи n = 10–13 , степень этоксилирования m = 7–10. Марка обозначается по степени этоксилирования, например АЛМ-7 (m = 7), АЛМ-10 (m = 10).
Синтанол ДС — с общей формулой RO(СН2СН2О)nН, где R = С10-С18 , n = 8–10. Марка обозначается по степени этоксилирования, например синтанол ДС-10 имеет n = 10; бесцветная или светло-жёлтая паста; содержание основного вещества 98-99 %; температура помутнения 64-74 °С (1 %-ый водный раствор); хорошо растворим в воде; критическая концентрация мицеллообразования ККМ = 0,09 г/л.
Brij 35 — американский аналог синтанола, с общей формулой C20H45O5, молекулярная масса 362,54 г/моль, CAS № 9002-92-0.
Ukanil — французский аналог синтанола, CAS № 9002-92-0.

## Получение
Получают действием этиленоксида на алифатические спирты при 140—160 °С в присутствии 5 %-го раствора щёлочи, алкоголятов щелочных металлов, трифторида бора или четырёххлористого олова при интенсивном перемешивании реакционной смеси. Индивидуальные синтанолы получают взаимодействием алкоголятов щелочных металлов с галогенопроизводными полиэтиленгликолей.

## Применение
Синтанолы входят в состав моющих средств, используются как стабилизаторы суспензий, эмульгаторы, антистатики при переработке синтетических волокон, обезжириватели шерсти и металлических поверхностей, выравниватели при крашении кубовыми красителями, смачиватели, добавки в моющие композиции, диспергаторы.